# Asculum
Ásculo o Asculum, también conocido como Ausculum, fue el nombre antiguo que recibieron dos ciudades italianas.
1. La primera es Ascoli Piceno, la Ausculum en la antigua Piceno (actual Marcas). Está situada en el valle del Tronto, río en la Via Salaria. Fue originalmente una ciudad sabina. Luego de su derrota ante Roma en 268 a. C., Asculum se convirtió en una civitas foederata. Fue la primera ciudad italiana en oponerse a Roma en 90 a. C. durante la guerra Social, y fue sitiada y tomada después de la batalla de Ásculo. Luego de la guerra se convirtió en un municipium. En el período triunviral pasó a ser colonia.
2. La segunda es Ascoli Satriano, un pequeño pueblo ubicado en un ramal de la vía Apia, en Apulia. Dos batallas tuvieron lugar allí:

- La batalla de Ásculo (279 a. C.), primera victoria pírrica del rey Pirro de Epiro en contra de la República romana durante las Guerras Pírricas.
- La batalla de Ásculo (209 a. C.), durante la segunda guerrapúnica, en donde Aníbal derrotó al ejército romano comandado por el cónsul Marco Claudio Marcelo.

- Datos: Q108911210